# ۴۲۴ (میلادی)
۴۲۴ (میلادی) چهارصد و بیست و چهارمین سال تقویم میلادی است.

## درگذشتگان
‎